# Classe Brandenburg (fragatas)
A Classe Brandenburg é uma classe de fragatas da Alemanha. Foi ordenada pela Deutsche Marine em Julho de 1989 e comissionada entre 1994 e 1996, para substituir a classe de contratorpedeiros Hamburg.

## Lista de navios
| Nº de amurada | Nome                   | Lançado                 | Comissionamento        |
| ------------- | ---------------------- | ----------------------- | ---------------------- |
| F215          | Brandenburg            | 11 de fevereiro de 1992 | 14 de outubro de 1994  |
| F216          | Schleswig-Holstein     | 1 de julho de 1993      | 24 de novembro de 1995 |
| F217          | Bayern                 | 16 de dezembro de 1993  | 15 de junho de 1996    |
| F218          | Mecklenburg-Vorpommern | 23 de novembro de 1993  | 1 de dezembro de 1996  |